# Liste des dames, marquises et duchesses de Mantoue
 (décembre 2019).
Cet article présente la liste des dames, marquises puis duchesses de Mantoue. En 1708, le duché de Mantoue fut annexé au duché de Milan à la suite de l'occupation par les troupes impériales de Léopold 1er, au cours de la guerre de Succession d'Espagne.

## Maison de Gonzague (1328-1627)

### Dames de Mantoue (1328-1433)
| Portrait | Nom (dates)                      | Époux                                        | Titres                                   | Eléments biographiques | Armoiries |
| -------- | -------------------------------- | -------------------------------------------- | ---------------------------------------- | --- | --------- |
|          | Caterina Malatesta               | - Louis Ier de Mantoue                       | - Dame de Mantoue                        | - Princesse de la Famille Malatesta. Fille de Pandolfo Malatesta.                                                                   |           |
|          | Novella Malaspina                | - Louis Ier de Mantoue (mariage en 1340)     | - Dame de Mantoue (1340-?)               | - Princesse de la Famille Malaspina.                                                                                                |           |
|          | Beatrice di Bari                 | - Guy de Mantoue (mariage en 1342)           | - Dame de Mantoue                        | - Fille d'Odoardo de Bari. - Mère de Louis II de Mantoue.                                                                           |           |
|          | Alda d'Este (1333-1381)          | - Louis II de Mantoue (mariage en 1356)      | - Dame de Mantoue (1369-1381)            | - Princesse de la Maison d'Este. Fille d'Obizzo III d'Este et de Giovanna Pepoli. - Mère de François Ier de Mantoue.                |           |
|          | Agnès Visconti (1363-1391)       | - François Ier de Mantoue (mariage en 1380)  | - Dame de Mantoue (1382-1391)            | - Princesse de la Famille Visconti. Fille de Barnabé Visconti et de Reine della Scala.                                              |           |
|          | Margherita Malatesta (1370-1399) | - François Ier de Mantoue (mariage en 1393)  | - Dame de Mantoue (1393-1399)            | - Princesse de la Famille Malatesta. Fille de Galeotto Ier Malatesta et d'Elisabetta da Varano. - Mère de Jean-François de Mantoue. |           |
|          | Paola Malatesta                  | - Jean-François de Mantoue (mariage en 1409) | - Dame puis marquise de Mantoue (1409-?) | - Princesse de la Famille Malatesta. Fille de Malatesta V Malatesta. - Mère de Louis III de Mantoue et de Charles Gonzague.         |           |

### Marquises de Mantoue (1433-1530)
| Portrait | Nom (dates)                                 | Époux                                        | Titres                                   | Eléments biographiques | Armoiries |
| -------- | ------------------------------------------- | -------------------------------------------- | ---------------------------------------- | --- | --------- |
|          | Paola Malatesta                             | - Jean-François de Mantoue (mariage en 1409) | - Dame puis marquise de Mantoue (1409-?) | - Princesse de la Famille Malatesta. Fille de Malatesta V Malatesta. - Mère de Louis III de Mantoue et de Charles Gonzague. |           |
|          | Barbara de Brandebourg-Kulmbach (1423-1481) | - Louis III de Mantoue (mariage en 1433)     | - Marquise de Mantoue (1444-1478)        | - Princesse de la Maison de Hohenzollern. Fille de Jean IV de Brandebourg-Culmbach et de Barbara de Saxe-Wittenberg. - Mère de Frédéric Ier de Mantoue, de Francesco Gonzague, de Rodolphe de Castiglione et de Barbara Gonzague. |           |
|          | Marguerite de Bavière (1442-1479)           | - Frédéric Ier de Mantoue (mariage en 1463)  | - Marquise de Mantoue (1478-1479)        | - Princesse de la Maison de Wittelsbach. Fille d'Albert III de Bavière et d'Anne de Brunswick-Grubenhagen. - Mère de Claire Gonzague, de François II de Mantoue, de Sigismondo Gonzague et d'Élisabeth de Mantoue.                |           |
|          | Isabelle d'Este (1474-1539)                 | - François II de Mantoue (mariage en 1490)   | - Marquise de Mantoue (1490-1519)        | - Princesse de la Maison d'Este. Fille d'Hercule Ier d'Este et d'Éléonore de Naples. - Mère d'Éléonore de Mantoue, de Frédéric II de Mantoue, d'Hercule Gonzague et de Ferdinand Ier de Guastalla.                                |           |

### Duchesses de Mantoue (1530-1627)
| Portrait | Nom (dates)                          | Époux                                                                                   | Titres | Eléments biographiques | Armoiries |
| -------- | ------------------------------------ | --------------------------------------------------------------------------------------- | --- | --- | --------- |
|          | Marguerite de Montferrat (1510-1566) | - Frédéric II de Mantoue (mariage en 1531)                                              | - Duchesse de Mantoue (1531-1540) - Marquise de Montferrat (1533-1540) - Régente de Mantoue et de Montferrat (1540-1561)  | - Princesse de la Famille Paléologue. Fille de Guillaume IX de Montferrat et d'Anne d'Alençon. - Mère de François III de Mantoue, de Guillaume de Mantoue, de Louis IV de Gonzague-Nevers et de Federico Gonzague.                      |           |
|          | Catherine d'Autriche (1533-1572)     | - François III de Mantoue (mariage en 1549) - Sigismond II de Pologne (mariage en 1553) | - Duchesse de Mantoue et marquise de Montferrat (1549-1550) - Reine de Pologne et grande-duchesse de Lituanie (1553-1572) | - Princesse de la Maison de Habsbourg. Fille de Ferdinand Ier du Saint-Empire et d'Anne Jagellon. |           |
|          | Éléonore d'Autriche (1534-1594)      | - Guillaume de Mantoue (mariage en 1561)                                                | - Duchesse de Mantoue (1561-1587) - Marquise puis duchesse de Montferrat (1561-1574, 1574-1587)                           | - Princesse de la Maison de Habsbourg. Fille de Ferdinand Ier du Saint-Empire et d'Anne Jagellon. - Mère de Vincent Ier de Mantoue, de Marguerite de Mantoue et d'Anne-Catherine de Mantoue.                                            |           |
|          | Éléonore de Médicis (1567-1611)      | - Vincent Ier de Mantoue (mariage en 1584)                                              | - Duchesse de Mantoue et de Montferrat (1587-1611)                                                                        | - Princesse de la Maison de Médicis. Fille de François Ier de Médicis et de Jeanne d'Autriche. - Mère de François IV de Mantoue, de Ferdinand de Mantoue, de Marguerite de Mantoue, de Vincent II de Mantoue et d'Éléonore de Gonzague. |           |
|          | Marguerite de Savoie (1589-1655)     | - François IV de Mantoue (mariage en 1608)                                              | - Duchesse de Mantoue et de Montferrat (1612) - Vice-reine de Portugal (1635-1640)                                        | - Princesse de la Maison de Savoie. Fille de Charles-Emmanuel Ier de Savoie et de Catherine-Michelle d'Autriche. - Mère de Marie de Mantoue.                                                                                            |           |
|          | Catherine de Médicis (1593-1629)     | - Ferdinand de Mantoue (mariage en 1617)                                                | - Duchesse de Mantoue et de Montferrat (1617-1626) - Gouverneure de Sienne (1627-1629)                                    | - Princesse de la Maison de Médicis. Fille de Ferdinand Ier de Médicis et de Christine de Lorraine. |           |

## Maison de Gonzague-Nevers (1627-1708)
| Portrait | Nom (dates)                               | Époux                                                | Titres | Eléments biographiques |
| -------- | ----------------------------------------- | ---------------------------------------------------- | --- | --- |
|          | Isabelle-Claire d'Autriche (1629-1685)    | - Charles II de Mantoue (mariage en 1649)            | - Duchesse de Mayenne (1649-1654) - Duchesse de Nevers et de Rethel (1649-1659) - Duchesse de Mantoue et de Montferrat, princesse d'Arches (1649-1665) - Régente de Mantoue et de Montferrat (1665-1670) | - Princesse de la Maison de Habsbourg. Fille de Léopold V d'Autriche-Tyrol et de Claude de Médicis. - Mère de Charles III Ferdinand de Mantoue. |
|          | Anne-Isabelle de Guastalla (1655-1703)    | - Charles III Ferdinand de Mantoue (mariage en 1670) | - Duchesse de Mantoue et de Montferrat (1670-1703) | - Princesse de la Maison de Gonzague. Fille de Ferdinand III de Guastalla et de Marguerite d'Este.                                              |
|          | Suzanne-Henriette de Lorraine (1686-1710) | - Charles III Ferdinand de Mantoue (mariage en 1704) | - Duchesse de Mantoue et de Montferrat (1704-1708) | - Princesse de la Maison de Guise. Fille de Charles III d'Elbeuf et de Françoise de Montault de Navailles.                                      |